# Порт-Алегзандер
Порт-Алегзандер (англ. Port Alexander) — город в зоне переписи населения Принс-оф-Уэльс — Хайдер в американском штате Аляска. По данным переписи населения США 2020 года, численность населения составляла 78 человек.

## Население
| 2010 | 2020 |
| ---- | ---- |
| 52   | ↗78  |